# Ganoderma tsugae

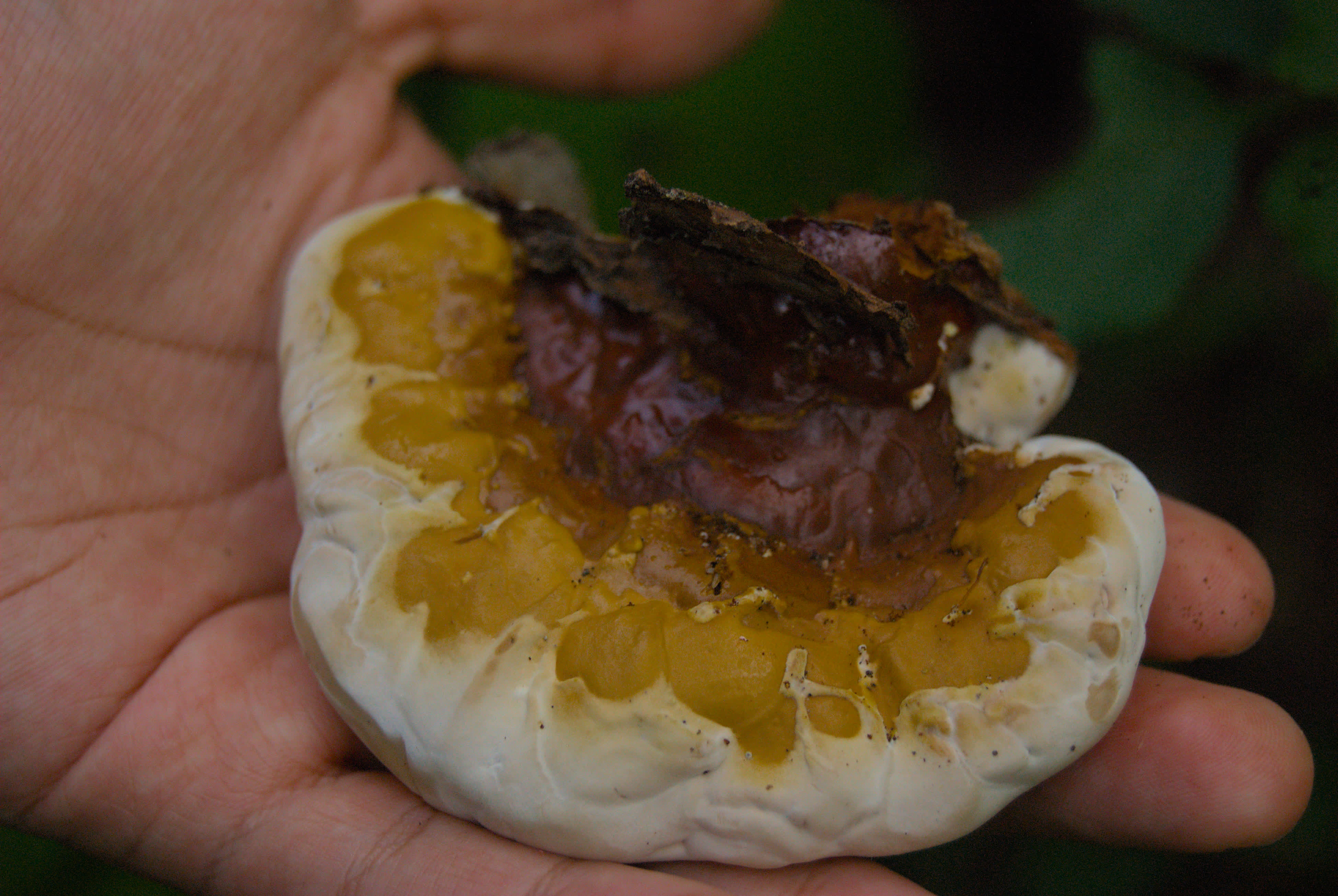
Ganoderma Tsugae

Ganoderma tsugae, también conocido como hongo del barniz del abeto, es un hongo políporo plano del género Ganoderma.

## Hábitat
A diferencia de Ganoderma lucidum, con el que está estrechamente relacionado y al que se asemeja mucho, G. tsugae tiende a crecer en coníferas, especialmente en abetos.

## Propiedades
Al igual que G. lucidum, se afirma que G. tsugae tiene propiedades medicinales, incluido su uso para curar heridas en la piel. Se ha iniciado un análisis filogenético para diferenciar mejor entre muchas especies estrechamente relacionadas de Ganoderma; sin embargo, todavía existe desacuerdo sobre cuáles tienen las propiedades medicinales más importantes. Además, las variaciones dentro de la misma especie, así como el sustrato de crecimiento y las condiciones ambientales, hasta la preparación, pueden tener un efecto sustancial en el valor medicinal del producto.[cita requerida]

## Comestibilidad
Al igual que G. lucidum, G. tsugae no es venenoso pero generalmente se considera no comestible, debido a su naturaleza sólida y leñosa; sin embargo, se supone que los tés y extractos hechos a partir de sus cuerpos fructíferos permiten el uso medicinal de los compuestos que contiene, aunque esto es controvertido dentro de la comunidad científica. Un método de extracción con agua caliente o té puede ser muy eficaz para extraer los polisacáridos; sin embargo, un método de extracción con alcohol o alcohol/glicerina es más efectivo para los triterpenoides.
El crecimiento fresco y suave del "labio" de G. tsugae se puede saltear y preparar de manera similar a otros hongos comestibles. Aunque en esta etapa incipiente no es leñoso, aún puede ser resistente y fibroso.

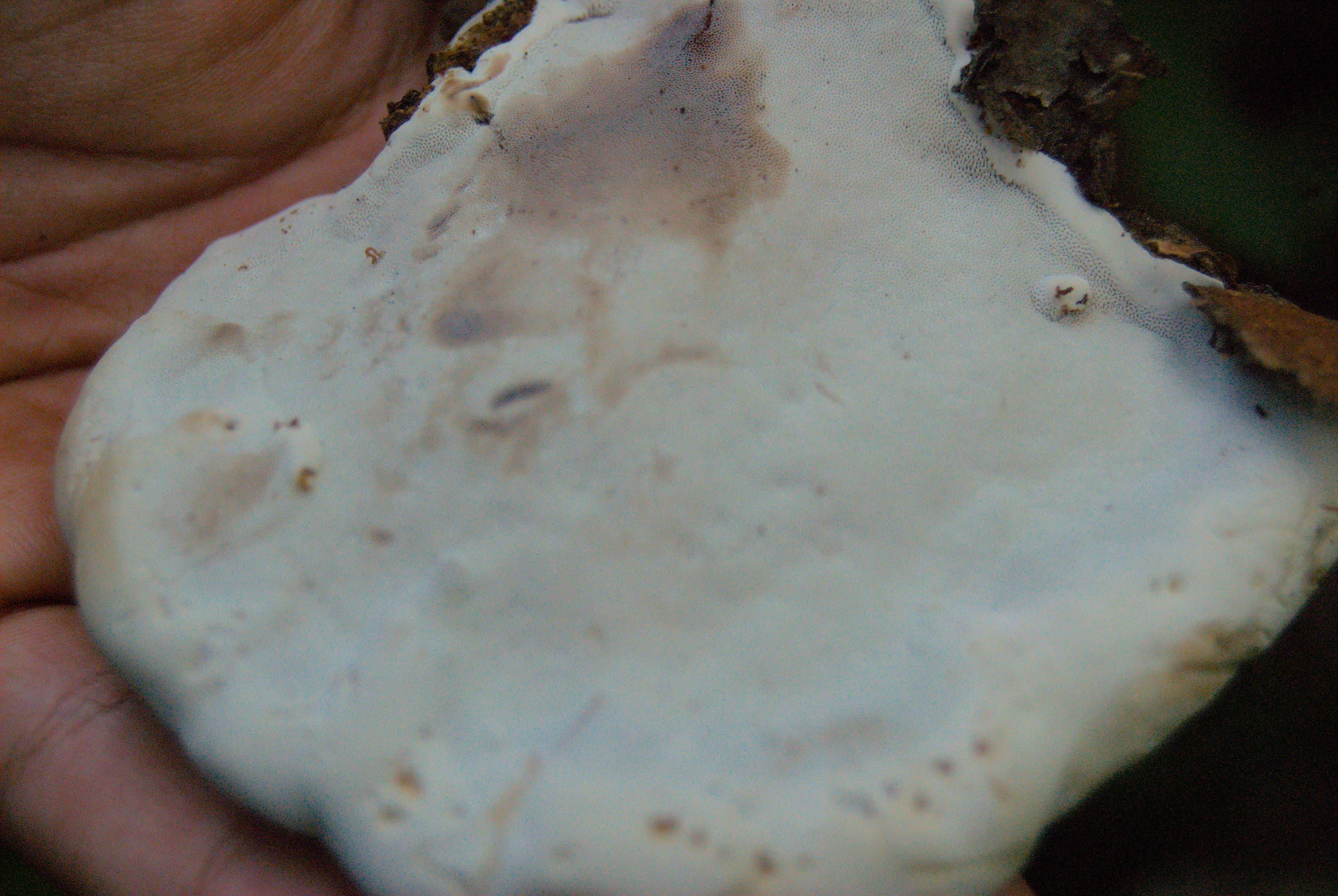
Parte baja del Ganoderma Tsugae, mostrando sus poros; de una textura blanda y gomosa.

## Uso medicinal
Los estudios en ratones han demostrado que G. tsugae muestra varios posibles beneficios medicinales, incluida la actividad antitumoral a través de algunos de los polisacáridos activos que se encuentran en G. tsugae También se ha demostrado que G. tsugae promueve significativamente la cicatrización de heridas en ratones, así como aumenta significativamente la proliferación y migración de las células de fibroblastos en cultivo.